# 奧地利教育
在奥地利共和國，公立學校是免費的，包括十年的義務教育。除了義務教育以外，許多教育機構也會提供一系列技職教育和為升讀大學做準備的課程規劃，為期通常一至四年。在奧地利，初等和中等教育的法規依據是1962年的《学校法》，不過此法在1963年曾宣告改革失敗，至1999年奧地利才真正開始以此法作為教育基準；2000年起高等教育也開始受學校法規範。在奧地利，初等和中等教育由各聯邦州負責。
奧地利實施九年義務教育。但學制中，小學至基礎中等教育畢業只為八年，第九年的義務教育為高等學校第一年。由於奧地利高中以下教育完全免費，故幾乎所有的國民在完成義務教育後階繼續就讀，完成中等教育教育。因此，奧國學制實質上無異於實施十二年國教。

## 簡介
在奧地利，學生必須完成九年的義務學校教育，其中包括4年的小學(Volksschule) 、4年的基礎中等教育(Hauptschule)或文法學校(Gymnasium)。如果學生想要做學徒，必須就讀理工學院(Polytechnische Schule)一年。在當上學徒後，學生必須參與職業學校(Berufsschule)三年。職業學校的課程比較鬆散，學生通常可以選擇每周5天、每年四個月的上課方式，或者每周一次、上課時段與普通科一樣的規劃。在職業學校結束後，學生必須參加最終實習考試(Lehrabschlussprüfung)。
學生想要得到一定文憑，必须完成四到五年的高等學校教育(Höhere Schule)或具備高等學校同等學力的職業學校(Berufsbildende Höhere Schule)。申請高等學校通常需要考一個入學考試或在前一所學校的在校成績。
奧地利的基礎中等教育分為公立和私立。私立學校為私人、社會團體或教會辦的學校，私立學校的教育水準略高於公立學校。在奧地利，各個學校皆有自己的特長及專長科目：如外語、音樂、繪畫等等。另外，高中階段還有家政科、觀光科或工科的職業學校，學生可以提前進入專業課學習。寄宿生在校生活條件通常不錯，有導師制度，學校通常管理嚴格，校風保守。

## 歷史
在1774年以前，奧地利的教育由各地的天主教教會自行負責。因此，當時的學校主要以宗教教育及宗教學校為主。通常礙於學費限制，只有高社經地位的家長才有能力送子女上學，一般人通常都是文盲。

## 畢業考
畢業考在奥地利稱為Reifeprüfung。證明通過畢業考的文件稱為Maturazeugnis。
在文法學校(Allgemeinbildende Höhere Schule)中，與職業學校不同，此一類型學校着重於學術課程教育。通常畢業考會包含3到4個筆試(Schriftliche Arbeit)，每一科約4到5小時，2-3個口试。
畢業考必考科目為德语、数学及一門外語，通常是英文、法文、西班牙文或義大利文。

## 高等教育

### 大學
根據1966年的一般大學法和1975年的大學組織法，奥地利的23個公立大學和13所私立大学享有高度自治權，並能提供全方位的的學術課程。值得注意的是，奧地利大學為專業學術教育，不再有通識課程。所有通識教育皆在高中以下以一貫學程完成。
在奧地利首都維也納的维也纳大学是奥地利最古老和最大的大学，該校建立於1365年。